# Іїдзіма (Наґано)

35°40′35″ пн. ш. 137°55′10″ сх. д. / 35.67639° пн. ш. 137.91944° сх. д.
Іїдзі́ма (яп. 飯島町, いいじままち, МФА: [iːd͡ʑima mat͡ɕi̥]) — містечко в Японії, в повіті Камі-Іна префектури Наґано. Станом на 1 квітня 2009 площа містечка становила 86,94 км². Станом на 1 липня 2011 населення містечка становило 9768 осіб.